# Українська гімназія у Чехо-Словаччині
Украї́нська гімна́зія в Че́хо-Слова́ччині, постала 1925 року в Празі з ініціативи Українського вищого педагогічного інституту.
1926 року затверджена владою як реальна гімназія за зразком чеських гімназій. 1927 року перенесена до Ржевніц, 1937 року — до Модржан біля Праги. 1937—1938 було 185 учнів (переважно із Закарпаття) і 33 педагоги. Гімназія мала інтернат. Проіснувала до 1945.
Директори: Я. Ярема, А. Артимович, І. Кобизький, М. Хлюр, Г. Омельченко (від 1936), А. Штефан (з 1940).